# Poids super-plumes
Pour les articles homonymes, voir Poids (homonymie).
Poids super-plumes est une catégorie de poids en sports de combat.
En boxe anglaise professionnelle, elle concerne les athlètes pesant entre 57,152 kg (126 livres) et 58,967 kg (130 livres).
Cette catégorie n'existe pas en boxe anglaise amateur (olympique).

## Boxe professionnelle
L'américain Johnny Dundee est reconnu comme étant le 1er boxeur champion du monde des poids super-plumes après sa victoire face à George KO Chaney par disqualification à la 5e reprise le 18 novembre 1921.

### Titre inaugural
| Organisation | Boxeur           | Date          |
| WBA          | Flash Elorde     | 16 mars 1960  |
| WBC          | Flash Elorde     | 16 mars 1960  |
| IBF          | Hwan-Kil Yuh     | 22 avril 1984 |
| WBO          | John John Molina | 29 avril 1989 |